# Child Is Father to the Man
| 전문가 평가   | 전문가 평가 |
| 평가 점수     | 평가 점수   |
| 출처          | 점수        |
| ------------- | ----------- |
| AllMusic      | [ 2 ]       |
| Rolling Stone | Positive    |

《Child Is Father to the Man》은 미국의 재즈 록 밴드 블러드, 스웨트 & 티어스의 데뷔 스튜디오 음반으로, 1968년 2월 21일에 발매되었다. 이 음반은 빌보드 200 차트에서 최고 47위를 기록했다.

## 배경
10대 시절, 알 쿠퍼는 재즈 트럼펫 연주자 메이너드 퍼거슨의 콘서트에 갔고, 이 경험은 그가 호른 섹션이 있는 록 밴드를 시작하도록 영감을 주었다. 원래 더 블루스 프로젝트라는 밴드에 있었던 쿠퍼는 밴드 리더 대니 칼브가 호른 섹션 도입 아이디어를 거절하자 탈퇴했다. 이후 서해안으로 향한 그는 자신의 곡을 믿어준 베이시스트 짐 필더를 만났다. 쿠퍼는 다음 프로젝트에 큰 아이디어를 가지고 있었지만, 이를 실현할 자금이 부족했다. 그래서 그는 자신의 이름으로 자선 공연을 열었고, 이전에 함께 작업한 주디 콜린스, 사이먼 & 가펑클, 데이비드 블루, 에릭 앤더슨, 리치 헤이븐스 등 여러 뮤지션을 초대했다. 공연은 매진되었지만, 카페 오 고 고 주인은 총수입에서 여러 비용을 과도하게 공제해 실제 순수익은 비행기 표나 공항까지 택시비도 충당하지 못할 정도였다.
그는 나중에 필더에게 전화를 걸어 뉴욕으로 오도록 설득했다. 또한 전 밴드 더 블루스 프로젝트에서 함께 활동했던 바비 콜롬비, 앤더슨, 그리고 스티브 카츠에게도 연락했다. 콜롬비는 프레드 립시어스에게 연락했고, 밴드는 《빌리지 보이스》에 추가 호른 연주자를 구하는 광고를 냈다. 한 달 만에 랜디 브레커, 제리 와이스, 딕 할리건을 포함한 8인조 밴드가 결성되었다. 쿠퍼는 사이먼 & 가펑클의 음반 《Bookends》를 프로듀싱한 직후였던 존 사이먼에게 프로듀서를 맡아줄 것을 요청했다. 음반은 1967년 12월, 2주 만에 녹음되었다. 사이먼은 모든 멤버에게 한 번에 녹음할 것을 요구했는데, 이는 곡을 면밀히 분석하고 편곡에 유용한 조언을 하기 위함이었다. 간단한 프로모션 투어 후, 콜롬비와 카츠는 쿠퍼를 밴드에서 내쫓았고, 이로 인해 《Child Is Father to the Man》은 쿠퍼가 참여한 유일한 BS&T 음반이 되었다. 밴드는 이후 두 장의 1위 음반과 여러 그래미 어워드를 받았지만, 쿠퍼는 자신과 맞지 않는 음악을 연주한다고 느꼈다. 비록 블러드, 스웨트 & 티어스에서 떠나게 되었지만, 쿠퍼는 자신과 밴드 모두에게 결과가 잘 맞아떨어졌다고 생각했다.

## 상업적 성과
미국에서 《Child Is Father to the Man》은 빌보드 200 차트에서 최고 47위에 올랐다. 이 음반에서는 40위권 내 싱글이 나오지 못했으나, 〈I Love You More Than You'll Ever Know〉와 〈I Can't Quit Her〉는 프로그레시브 록 라디오에서 어느 정도 방송되었다.
2012년, 이 음반은 《롤링 스톤》에서 선정한 역사상 가장 위대한 음반 500장 목록에서 266위에 올랐다.
제목은 제라드 맨리 홉킨스의 동명 시에서 인용한 것으로, 윌리엄 워즈워스의 시 "내 마음이 뛰어오른다"를 약간 잘못 인용한 것이다.

## 곡 목록
모든 곡들은 특별한 언급이 없는 한 알 쿠퍼에 의해 작사/작곡하였다.
| #  | 제목                                      | 작사·작곡            | 재생 시간 |
| -- | ----------------------------------------- | -------------------- | --------- |
| 1. | 〈Overture〉                              |                      | 1:32      |
| 2. | 〈I Love You More Than You'll Ever Know〉 |                      | 5:57      |
| 3. | 〈Morning Glory〉                         | 래리 베켓, 팀 버클리 | 4:16      |
| 4. | 〈My Days Are Numbered〉                  |                      | 3:19      |
| 5. | 〈Without Her〉                           | 해리 닐슨            | 2:41      |
| 6. | 〈Just One Smile〉                        | 랜디 뉴먼            | 4:38      |

| #  | 제목                                                   | 작사·작곡          | 재생 시간 |
| -- | ------------------------------------------------------ | ------------------ | --------- |
| 1. | 〈I Can't Quit Her〉                                   | 쿠퍼, 어윈 레빈    | 3:38      |
| 2. | 〈Meagan's Gypsy Eyes〉                                | 스티브 카츠        | 3:24      |
| 3. | 〈Somethin' Goin' On〉                                 |                    | 8:00      |
| 4. | 〈House in the Country〉                               |                    | 3:04      |
| 5. | 〈The Modern Adventures of Plato, Diogenes and Freud〉 |                    | 4:12      |
| 6. | 〈So Much Love / Underture〉                           | 제리 고핀, 캐럴 킹 | 4:47      |